# Oligoclada leucotaenia
Oligoclada leucotaenia är en trollsländeart som beskrevs av De Marmels 1989. Oligoclada leucotaenia ingår i släktet Oligoclada och familjen segeltrollsländor. Inga underarter finns listade i Catalogue of Life.